# Ipet-hemet (ägyptische Mythologie)
Ipet-hemet, auch Ipet-hemet-es („Die Ipet ihrer Majestät“) wurde als eine der zwölf Monats-Nilpferdgöttinnen und „Ipet des Amun-Re“ verehrt. Als Verkörperung von Hathor sowie „Mut von Ischeru“ lagen ihre Hauptkultorte in Theben und Dendera. Im Sothis-Kalender trug der ursprünglich zwölfte Monat Ipet-hemet ihren Namen.
Von der 21. bis zur 24. Dynastie sahen die Ägypter Ipet-hemet als „ferne Göttin, die das siegreiche Theben an ihrem Feiertag anschaut“. Auch dieser Titel identifiziert sie als Mut und Hathor, „die fernen Gottheiten“ und Trägerinnen vom Auge des Re.

## Kult und Darstellungen

Das Auge des Re

Ikonografisch ist Ipet-hemet häufig mit dem Leib eines schwangeren Nilpferdes und Nilpferdkopf, Menschenhänden, Krokodilsrücken sowie Löwenpranken symbolisiert. In Menschengestalt trägt sie die altägyptische Doppel- und Hathorkrone.
In der Reihe der 50 Mammisi-Gottheiten trug sie die Zusatzbezeichnung: „Eine Göttin der Götter, von den trefflichen und vornehmen Damen“.
Tempel von ihr befanden sich außerdem unter anderem in Philae und Edfu. Weitere Aufgaben oblagen Ipet-hemet als Nebetu und Hathor in deren Funktion als „Herrin des Feldes“ und der Verbindung mit dem Ipip-Fest.

## Kalenderfunktion
Während der Saiten- und griechisch-römischen Zeit trat Ipet-hemet sowohl als Göttin des ersten Schemu- als auch des dritten Schemu-Monats auf; zu Beginn des Neuen Reichs als Göttin des zweiten Schemu-Monats und in der Zeit von Amenophis III. bis Ramses I. ebenfalls als Göttin des dritten Schemu-Monats.